# Buddy Handleson
Buddy Handleson (Danville, 1º  novembre 1999) è un attore statunitense.

## Filmografia

### Cinema
- Hannah Montana – serie TV, un episodio (2009)
- Trauma – serie TV, un episodio (2009)
- Til Death - Per tutta la vita ('Til Death) – serie TV, un episodio (2010)
- Padre in affitto (Sons of Tucson) – serie TV, 2 episodi (2010)
- A tutto ritmo (Shake It Up) – serie TV, 9 episodi (2010-2012)
- Mr. Sunshine – serie TV, 2 episodi (2011)
- Wendell & Vinnie – serie TV, 20 episodi (2013)
- Bella e i Bulldogs (Bella and the Bulldogs) – serie TV, 40 episodi (2015-2016)
- Nicky, Ricky, Dicky & Dawn – serie TV, 2 episodi (2017-2018)
- Sydney to the Max – serie TV, un episodio (2019)

## Doppiatori italiani
Nelle versioni in italiano delle opere in cui ha recitato, Buddy Handleson è stato doppiato da:
- Lorenzo Crisci in Bella e i Bulldogs
- Alessandro Sitzìa in Nicky, Ricky, Dicky & Dawn (ep. 3x18)